# Dolina (Gdańsk)

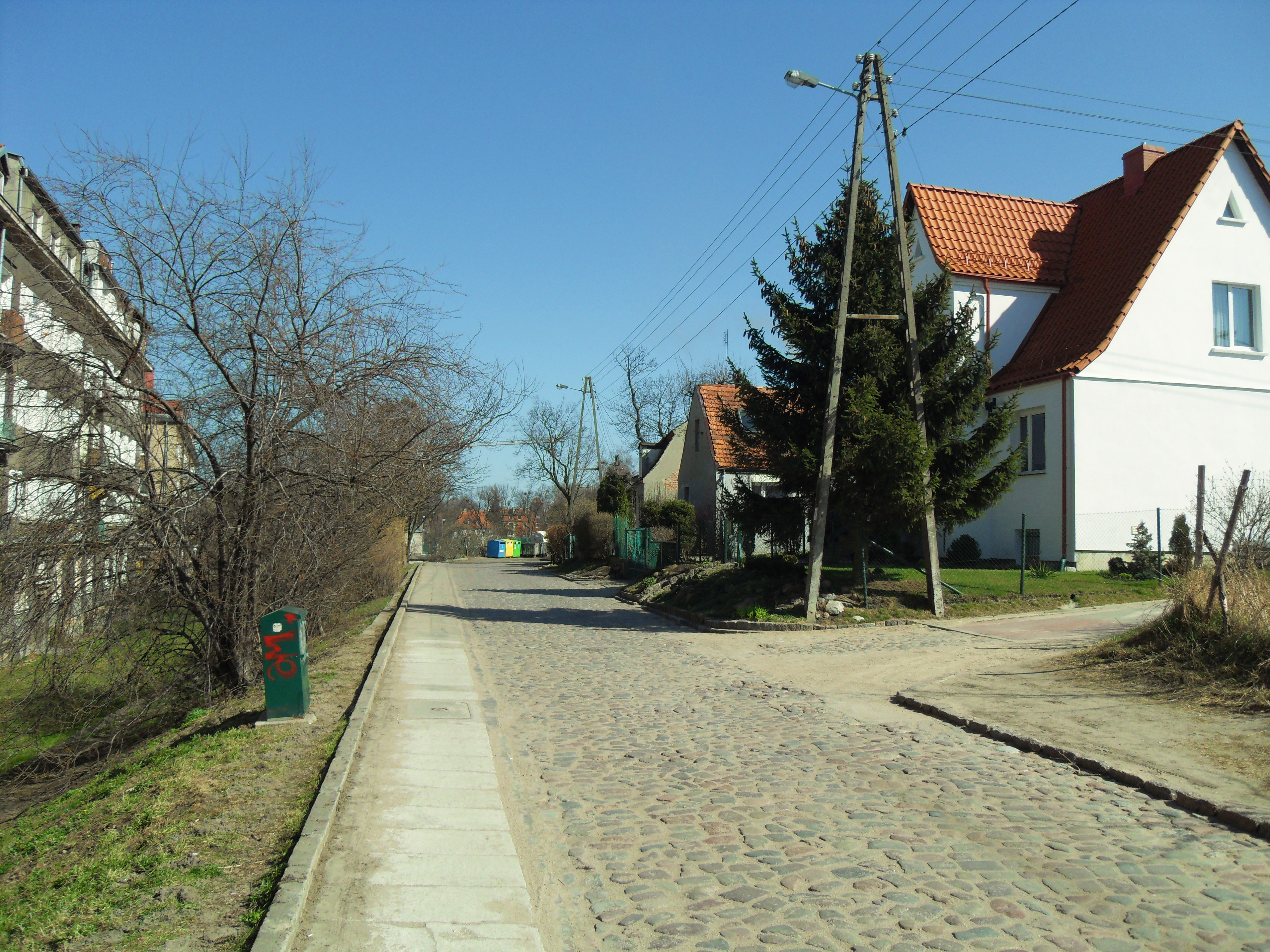
Dolina, ul. Malczewskiego

Dolina (niem. Schladahl) – historyczne osiedle w Gdańsku, w dzielnicy Siedlce.
Dolina jest częścią jednostki morfogenetycznej Siedlce, która została przyłączona w granice administracyjne miasta w 1814. Osiedle należy do okręgu historycznego Gdańsk.

## Położenie
Mianem Doliny nazywano obszar u północnych podnóży Biskupiej Górki, bezpośrednio na zachód od Nowych Ogrodów. Przez Dolinę przepływa Potok Siedlecki.